# Boutersem
Boutersem este o comună în provincia Brabantul Flamand, în Flandra, una dintre cele trei regiuni ale Belgiei. Comuna este formată din localitățile Boutersem, Kerkom, Neervelp, Roosbeek, Vertrijk și Willebringen. Suprafața totală este de 30,75 km². Comuna Boutersem este situată în zona flamandă vorbitoare de limba neerlandeză a Belgiei. La 1 ianuarie 2008 comuna avea o populație totală de 7.538 locuitori.